# Blue;s

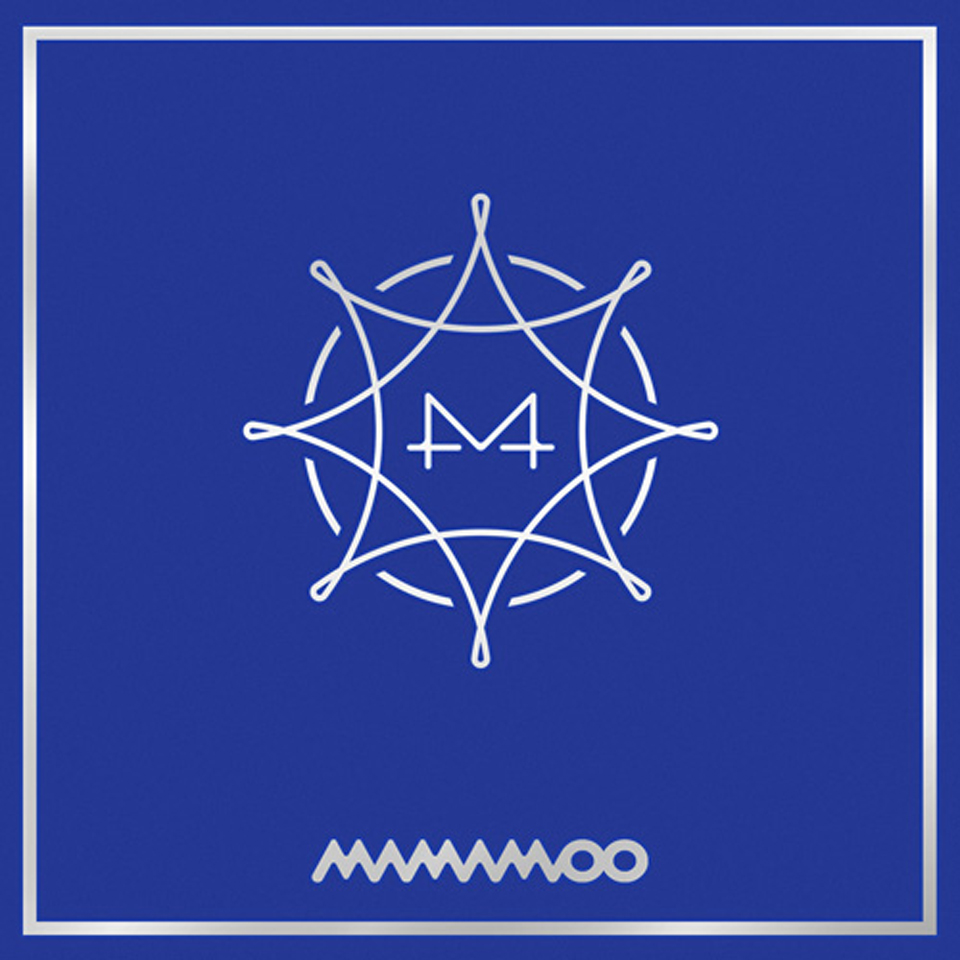
MAMAMOO-El octavo miniálbum

Blue;s es el octavo EP del grupo surcoreano Mamamoo. El EP fue publicado el 29 de noviembre de 2018 por Rainbow Bridge World. Contiene seis canciones e incluye el sencillo principal «Wind Flower».

## Lista de canciones
| N.º | Título                                            | Letras                               | Música                       | Duración |  |
| 1.  | «From Autumn to Winter (Intro)» (가을에서 겨울로) | Kim Do Hoon                          | Kim Do Hoon                  | 1:36     |  |
| 2.  | «No More Drama»                                   | Kim Do Hoon, Solar, Moonbyul         | Kim Do Hoon, Solar, Moonbyul | 3:10     |  |
| 3.  | «Wind Flower»                                     | Kim Do-hoon, Park Woo-sang, Moonbyul | Kim Do-hoon, Park Woo-sang   | 3:56     |  |
| 4.  | «HELLO» (Solo de Solar)                           | Solar                                | Solar                        | 3:16     |  |
| 5.  | «Better than I thought» (생각보단 괜찮아)         | Lee Hoo Sang, Moonbyul               | Lee Hoo Sang                 | 3:23     |  |
| 6.  | «Morning»                                         | Park Woo-sang, Moonbyul              | Park Woo-sang                | 4:04     |  |